# موتور عیسی ایزدی
موتور عیسی ایزدی یک منطقهٔ مسکونی در ایران است که در بخش مرکزی شهرستان عنبرآباد واقع شده‌است. موتور عیسی ایزدی ۷۷ نفر جمعیت دارد.